# Taula de llit
|  | No s'ha de confondre amb Tauleta de nit. |

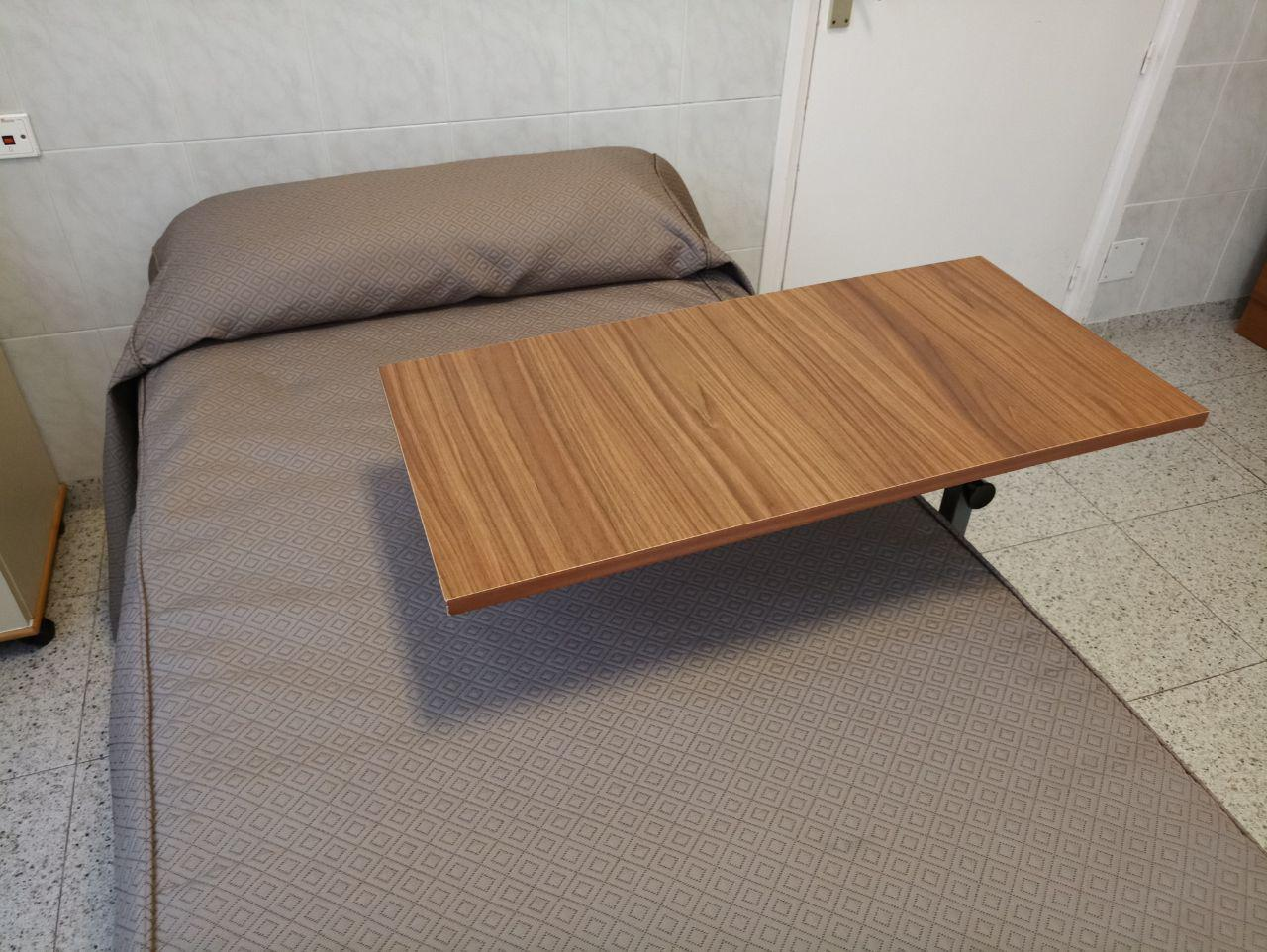
Una típica taula de llit moderna.

Una taula de llit, o taula de malalt, (en anglès: over-bed table) és una taula dissenyada per estar a sobre o al costat d'un llit, constituint un moble auxiliar important a una habitació d'hospital o clínica i fins i tot al dormitori d'una casa particular (especialment quan hi ha algú que ha de guardar llit un temps). Se sol utilitzar per posar-hi elements que poden ser útils per al malalt al llit, com per exemple una safata amb el menjar, les begudes, o la medicació. Tanmateix es pot fer servir simplement per comoditat (tenint un espai per guardar-la quan no s'utilitza), p.e.: per aguantar un llibre a modo de faristol quan es vol llegir, per jugar-hi una criatura, etc.

## Característiques

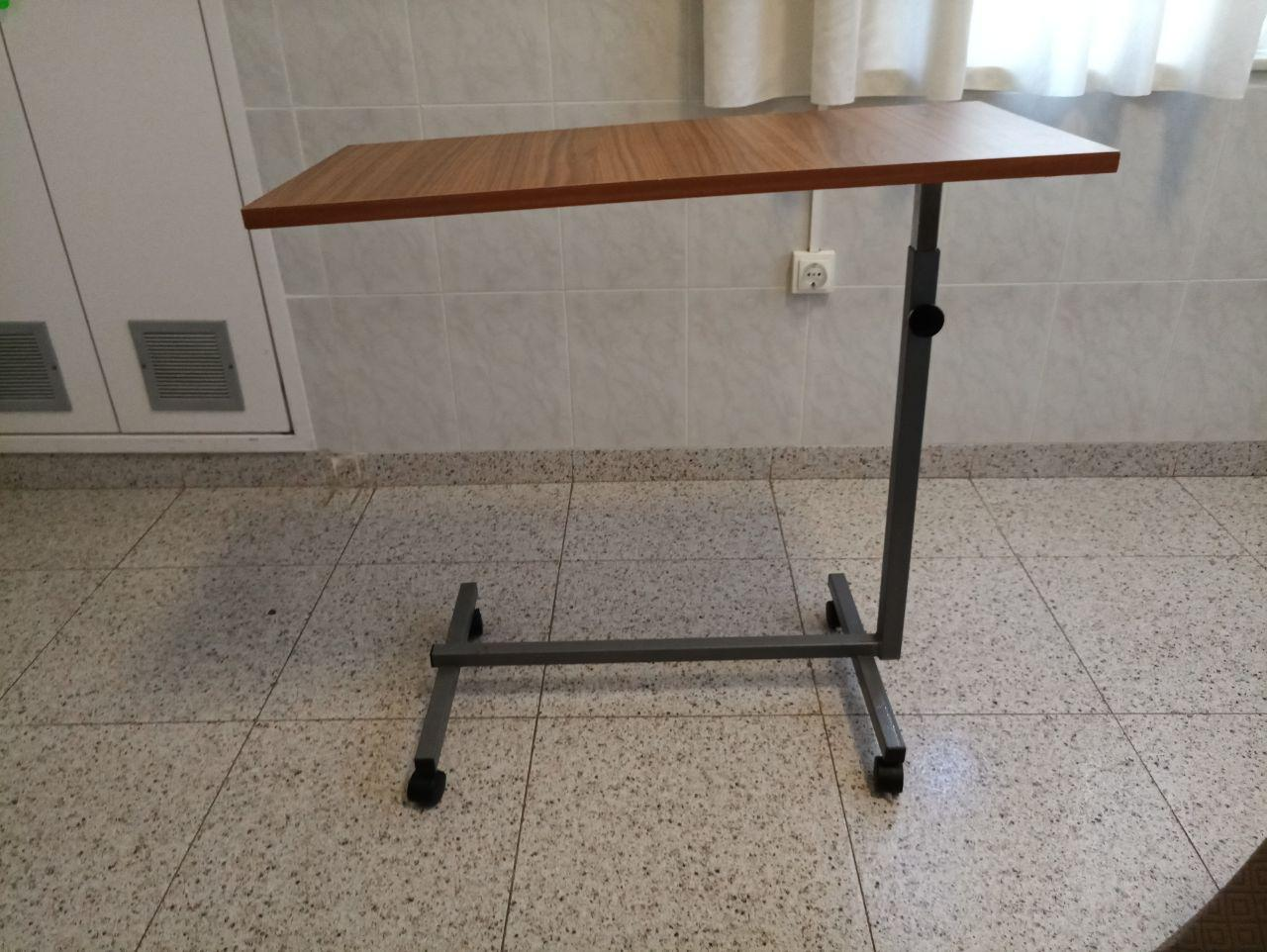
Vista lateral d'una taula de llit

Essencialment, una taula de llit de la tauler superior, amb una superfície per poder posar-hi les begudes, gots, etc.. amb un eix giratori que es pot activar o no. Les que tenen la funció d'alçada ajustable es poden utilitzar tant en un llit com en una cadira o butaca, algunes permeten ajustar la seva alçada fins i tot per a les cadires amb el perfil més alt del mercat. Cal tenir en compte però, que les rodes poden no passar per sota del lateral d'una butaca inclinable (que no sempre té una secció suficientment separada del terra depenent de la mecànica de la mateixa)
Una taula de llit, és ideal per a persones que han de passar llargues temporades al llit per malaltia o discapacitat, ja que dona als malats o ancians una certa independència facilitant les tasques com menjar, beure i llegir, o fins i tot com una tauleta auxiliar per menjar àpats lleugers (entrepans, etc). Es pot emprar estant assegut al llit o a una cadira de rodes, ajustant-la a diferents angles per fer treballs, llegir o escriure. L'equip d'infermeria sol utilitzar les taules de tipus pedestal, com àrea treball. (ja siguin de pont o de columna), ja que els permet realitzar les feines de forma còmoda i segura. Si el mode columna no és necessari per fer lliscar la base per sota el llit, es pot adaptar perfectament al seu costat com a taula auxiliar.

## Tipus safata

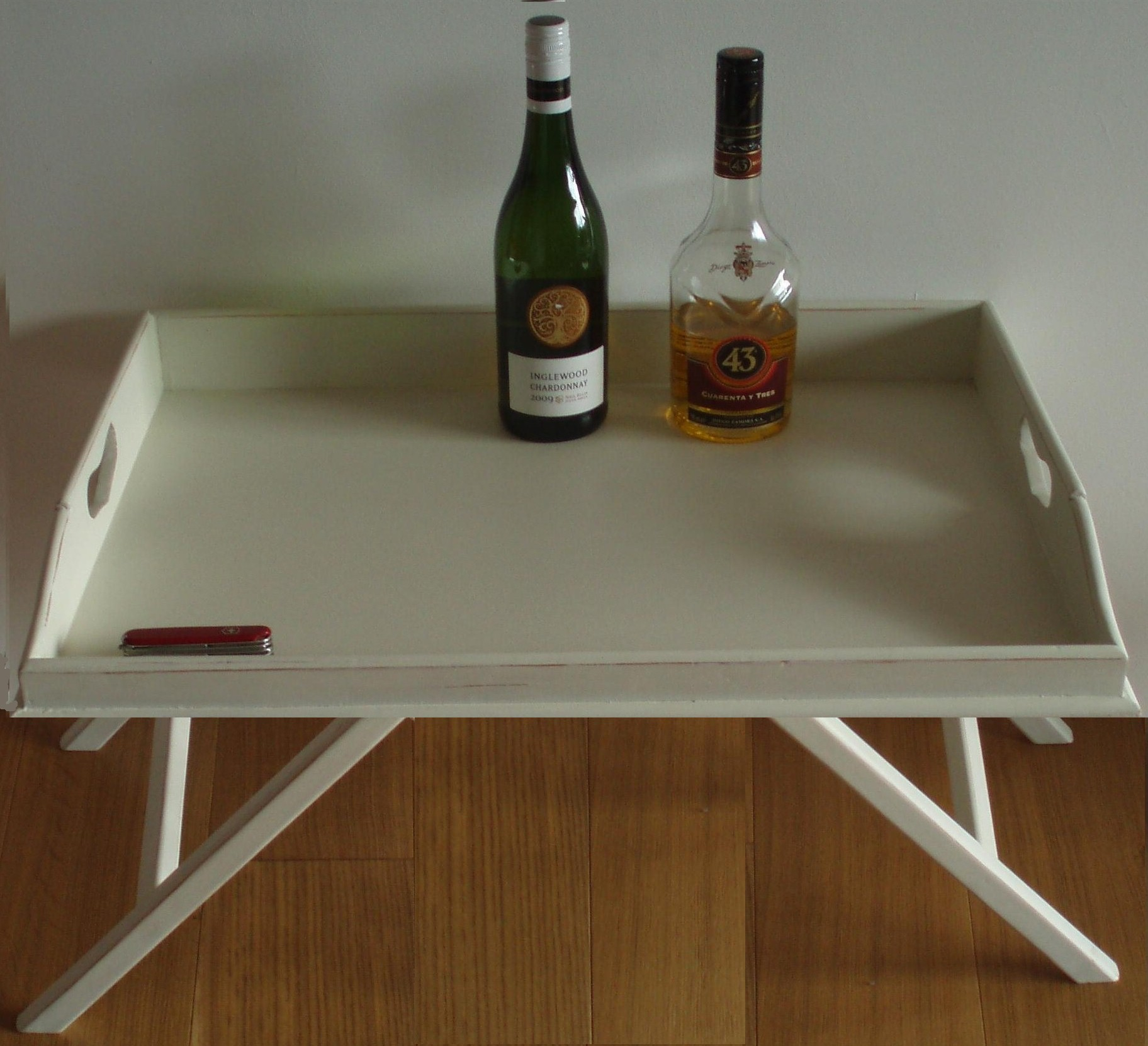
Taula de llit del tipus safata

Una taula de llit del tipus safata, sol ser de fusta amb potes plegables ajustables. És la més senzilla i la que es sol tenir als llocs no professionals (és a dir a les cases particulars). Les potes es poden plegar sota marc de fusta per permetre que la safata es guardi a un armari o sota el llit. Es pot ajustar a diferents angles per a tot tipus d'ús: menjar, prendre una tassa de te, per llegir, per a escriure, etc...
Algunes taules tipus safata permeten ajustar l'alçada i d'altres tenen l'opció d'inclinar la part superior, permetent assolir la posició més còmoda per a la tasca que es vulgui fer. La inclinació de la part superior de la és bona per suport de llibres per la seva lectura o fins i tot per escriure. Algunes d'aquestes safates (les de potes regulables) es poden utilitzar amb una butaca profunda.

## Tipus pont
Les taules de llit d'aquest tipus pont, consten essencialment d'unes potes que sostenen els extrems oposats de la taula o de l'estructura superior de la mateixa i estan adaptades per posar-les per damunt del llit de manera que la part superior pugui quedar estable sobre el mateix en una posició adequada per al seu ús per un invàlid o una altra persona que l'ocupi. Aquestes taules de tipus pont, estan normalment proveïdes de potes ajustables i d'un mecanisme per adaptar-les (de vegades una manovella), per la qual cosa la taula es pot ajustar a una altura o elevació adequada per a la comoditat de l'ocupant del llit. Eventualment, unes rodes (opcionals) poden permetre que la taula es pugui moure sobre el marc del llit des de i cap a la posició d'ús.

## Tipus columna

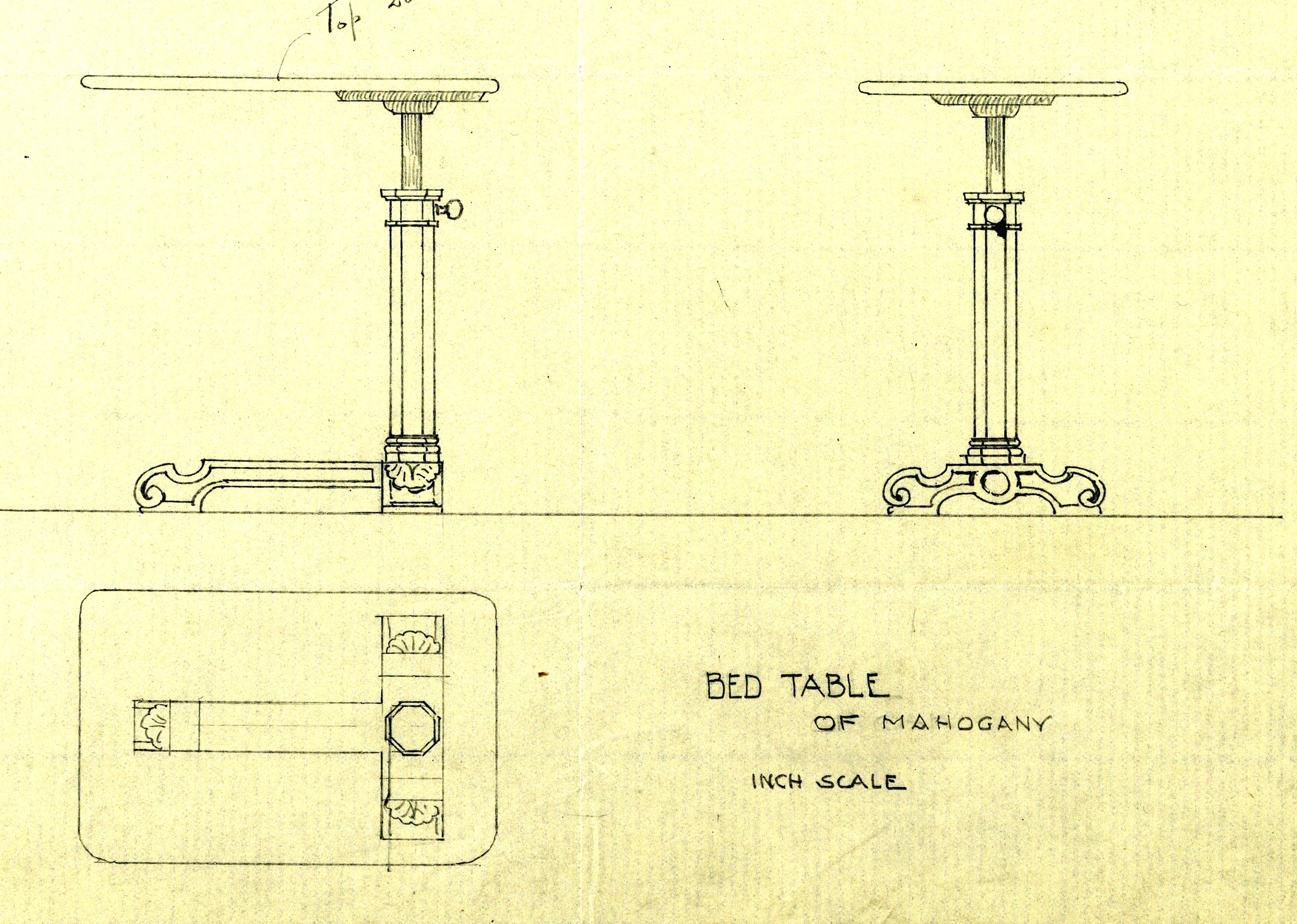
Disseny d'una taula de llit de 1900

Una taula de llit de tipus columna és un accessori per als llits d'hospital, amb un mecanisme d'elevació i descens que sol estar tancat dins la columna lateral que suporta una superfície superior ininterrompuda feta d'un material rígid i suficientment resistent amb una alçària ajustable fàcil controlar per als pacients que es troben al llit d'un hospital, amb una palanca o un cargol per fixar-la a la mida escollida La taula sobre el llit es mou sobre base el llit lliscant la sota del llit. S'ha aixecat la taula o baixa per al llit o l'ús. Utilitza. La taula s'utilitza per menjar, escriure, per a llegir i per altres activitats.
Les taules de llit d'aquest tipus columna, estan disponibles amb rodes o sense rodes. La taula superior té un acabat amb un laminat resistent.. La taula de llit de tipus columna en ser regulable en alçada es pot utilitzar tant al llit com en una cadira de rodes, al dormitori o al saló per sobre de la cadira. La part superior ajustable en alçada té una secció principal que s'inclina, molt útil per llegir o menjar mentre s'està assegut al llit o es vol seure a una cadira a la sala d'estar.

## ViccionariVegeu també
- Safata